# Chiesa di San Giovanni Battista e Beata Maria Vergine Assunta
La chiesa di San Giovanni Battista e Beata Maria Vergine Assunta è la parrocchialele di Almè, in provincia e diocesi di Bergamo, inserita nel vicariato di Almenno-Ponteranica-Villa d'Almè.

## Storia

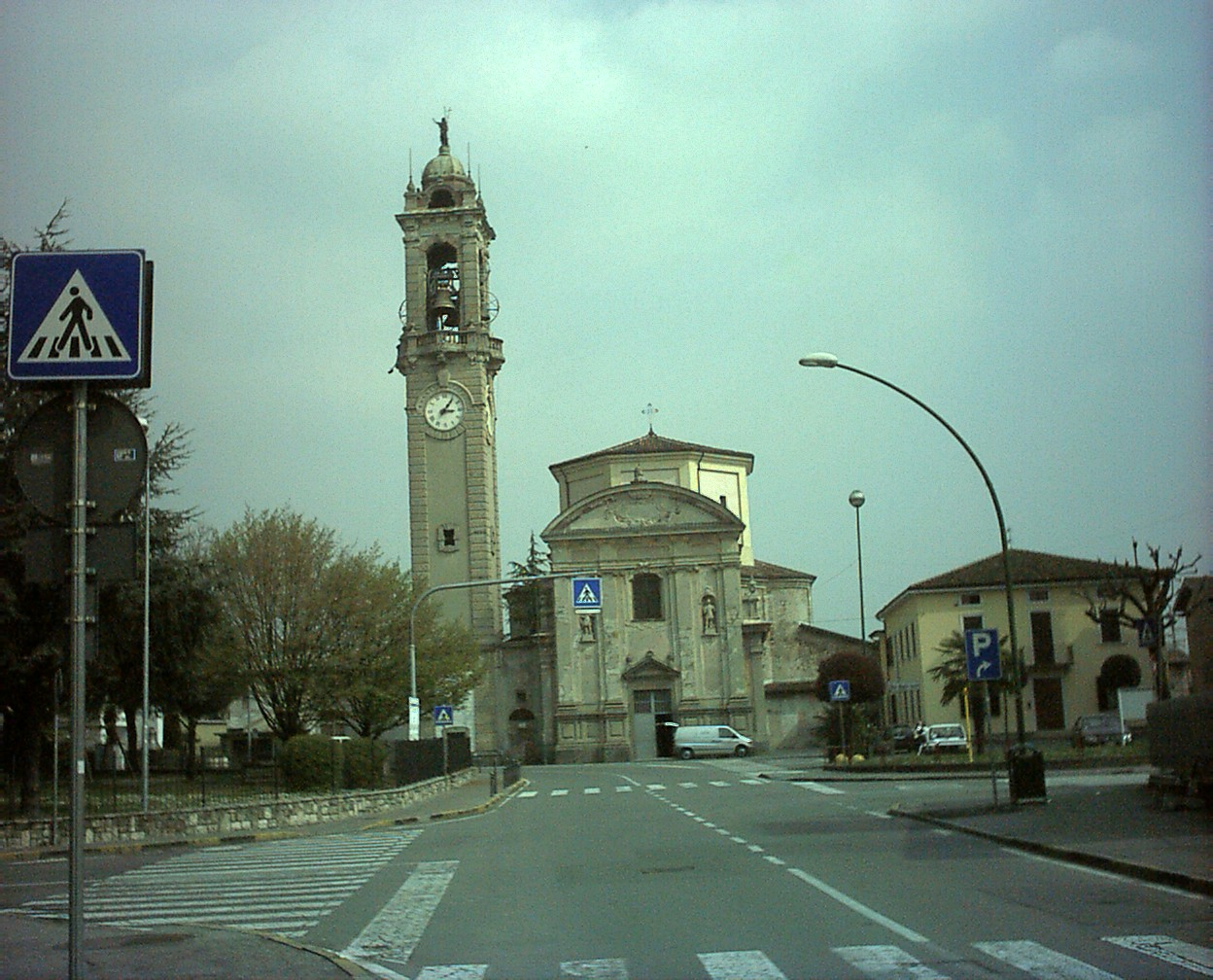
Antica chiesa soppressa

La chiesa originale, soppressa per la costruzione di un nuovo edificio di culto nella metà del Novecento, ha una storia molto antica. Venne citata dallo storico Mario Lupi la presenza di una cappella nella località di Almè, intitolata all'arcangelo Michele già nel IX secolo, indicata come confinante in un atto di permuta di un terreno rogato dal vescovo Garibaldo nell'867.
La chiesa godeva del giuspatronato dei Conti Ghisalbertini di Bergamo così come il monastero di San Paolo d'Argon fondato sempre dai conti, poi donato, il 10 maggio 1079, all'abbazia di Cluny.
Divenne pieve urbana solo nel 1113 passando sotto quella alessandrina di Bergamo, sarà proprio con il capitolo di Bergamo che nel 1174 la chiesa di San Michele ebbe una disputa per poter avere il diritto di battezzare, il diritto fu concesso nel 1174 dal vescovo Guala di Bergamo. Lo stesso vescovo aveva intitolato nel 1169 a Santa Maria innalzata a parrocchia detta: “capellam unam cum parochia sua que constructa est infra villam de Lemine ad honorem Dei et Beate Marie Virginis”. L'intitolazione a san Giovanni avvenne solo nel V secolo quando i comuni avevano il giuspatronato dei luoghi di culto, risultano infatti presenti sul territorio due chiese avendo le due intitolazioni.
La relazione della visita pastorale di san Carlo Borromeo del 22 ottobre 1575 indica la chiesa soggetta all'arcidiacono dell'antica scuola di San Vincenzo. Nel 1666 la chiesa fu inserita nel “Sommario delle chiese di Bergamo”, elenco redatto dal cancelliere della curia vescovile Giovanni Giacomo Marenzi con la citazione: “Beatissima Vergine Maria”.
Il parroco don Marconi nel 1944 dichiarò la chiesa antica e da ristrutturare. Iniziò quindi una raccolta di materiali e offerte per la nuova costruzione. Per poter iniziare la costruzione delle fondamenta si dovette intervenire sul fiume Rino con una piccola deviazione. La guerra portò a fermare temporaneamente i lavori, ma con il nuovo parroco don Abele Iseni, si considerò troppo gravoso ristrutturare l'edificio vecchio e si iniziò a costruirne uno nuovo su progetto degli ingegneri Mazzoleni e Angelucci. Il nuovo edificio fu terminato e consacrato il 9 settembre 1956 dal vescovo Giuseppe Piazzi che intitolò la chiesa a San Giovanni Battista e Maria Assunta, domando le reliquie dei santi Giovanni Battista, Alessandro di Bergamo, Fermo, Rustico e papa Pio X. Contemporaneamente fu soppressa l'antica chiesa.

## Descrizione
La chiesa ha la facciata con orientamento a nord preceduta da un ampio piazzale asfaltato. Una gradinata raggiunge gli ingressi inseriti in un ampio sfondato completo di tre grandi finestre divise da cordoli.
Questa parte termina con i due spioventi del tetto, culminante con la croce in pietra.
L'interno a pianta rettangolare si sviluppa su nove lesene laterali intonacate. Il soffitto piano presenta per ogni lesena la corrispondente trave in calcestruzzo. Cinque grandi finestre per lato illuminano l'aula. Il transetto presenta tre aperture ad arco di cui quella centrale di misura maggiore. Cinque gradini accompagnano alla zona presbiteriale e alle due cappella poste lateralmente, una dedicata al Sacro Cuore e una quella corrispondente alla Maria Bambina. L'altare maggiore è in stile neoclassico. L'aula conserva la grande via crucis in rame opera realizzata nel 1962 da Luigi Guerinoni.